# Литейный округ
Лите́йный о́круг — муниципальный округ № 79 в составе Центрального района Санкт-Петербурга.  
Округ получил своё название от Литейной части — исторического района, образовавшегося вдоль одной из центральных магистралей Санкт-Петербурга — Литейного проспекта.

## Население
| 2002    | 2010    | 2012    | 2013    | 2014    | 2015    | 2016    |
| ------- | ------- | ------- | ------- | ------- | ------- | ------- |
| 50 567  | ↘44 864 | ↗45 050 | ↗45 962 | ↗47 269 | ↗47 344 | ↘46 224 |
| 2017    | 2018    | 2019    | 2020    | 2021    | 2023    |         |
| ↘45 948 | ↗46 344 | ↘45 212 | ↘44 687 | ↘40 867 | ↘40 151 |         |